# Vepris borenensis
Vepris borenensis är en vinruteväxtart som först beskrevs av Michael George Gilbert, och fick sitt nu gällande namn av W. Mziray. Vepris borenensis ingår i släktet Vepris och familjen vinruteväxter. Inga underarter finns listade i Catalogue of Life.